# Parabole du fils survivant
 (août 2023).
Si vous disposez d'ouvrages ou d'articles de référence ou si vous connaissez des sites web de qualité traitant du thème abordé ici, merci de compléter l'article en donnant les références utiles à sa vérifiabilité et en les liant à la section « Notes et références ».
Le fils survivant est une parabole de l'Ancien Testament, dans le deuxième livre de Samuel. Elle parle de la compassion qui doit régner sur terre plutôt que de la vengeance.

## Texte
Deuxième livre de Samuel, chapitre 14, versets 5 à 11 :

« Le roi lui dit : Qu'as-tu? Elle répondit: Oui, je suis veuve, mon mari est mort! Ta servante avait deux fils ; ils se sont tous deux querellés dans les champs, et il n'y avait personne pour les séparer ; l'un a frappé l'autre, et l'a tué. Et voici, toute la famille s'est levée contre ta servante, en disant: Livre le meurtrier de son frère ! Nous voulons le faire mourir, pour la vie de son frère qu'il a tué; nous voulons détruire même l'héritier ! Ils éteindraient ainsi le tison qui me reste, pour ne laisser à mon mari ni nom ni survivant sur la face de la terre. Le roi dit à la femme: Va dans ta maison. Je donnerai des ordres à ton sujet. La femme de Tekoa dit au roi : C'est sur moi, ô roi mon seigneur, et sur la maison de mon père, que le châtiment va tomber ; le roi et son trône n'auront pas à en souffrir. Le roi dit: Si quelqu'un parle contre toi, amène-le-moi, et il ne lui arrivera plus de te toucher. Elle dit: Que le roi se souvienne de l'Éternel, ton Dieu, afin que le vengeur du sang n'augmente pas la ruine, et qu'on ne détruise pas mon fils ! Et il dit : L'Éternel est vivant ! il ne tombera pas à terre un cheveu de ton fils »

— Louis Segond, Traduction d'après la Bible.